# مهذب الدين جعفر بن عبد الله
مهذب الدين جعفر بن عبد الله المعروف بـ شلعلع ، هو شاعر عاش شطراً من حياته في عصر الفاطميين، ثم بقية حياته في عصر الأيوبيين، وقصد مجلس الصالح ابن رزيك الوزير الشاعر.